# Suposició
Una suposició o un supòsit és la realització, basada en indicis o analogies en casos similars, d'un conjunt de conjectures sobre un fet, les causes que l'han originat o altres coses. Una suposició prèvia a un raonament és una premissa i, si és tal en la qual es basa tota una ciència aleshores és un axioma.
Una suposició es caracteritza pel fet que no cal cap mena d'investigació per arribar a ella sino que està basada en opinions i especulacions, aporta dades reals que es consideren sempre segures i d'aquestes dades deriven conseqüències que només tenen validesa si no hi ha impediments.
Malgrat que pot ser confosa amb una hipòtesi, tècnicament, en epistemologia, són diferents, sent la hipòtesi una conclusió provisional obtinguda a conseqüència de l'observació i precedent a l'experimentació, al mètode científic i, per tant, un pas posterior a la suposició.